# Bucht von Maeoe
Die Bucht von Maeoe liegt an der Straße von Roti, im Norden der Insel Roti, die zu den Kleinen Sundainseln gehört. Die Bucht trennt Rotis Halbinsel Tapuafu von der Insel Usu im Süden. In der Bucht liegt nah der Küste Rotis im Westen die Insel Boti mit weiteren kleinen Inselchen. Nach Osten öffnet sich die Bucht zur Straße von Roti, im Südwesten öffnet sich der Eingang zur Straße von Usu.